# District de Matamata-Piako

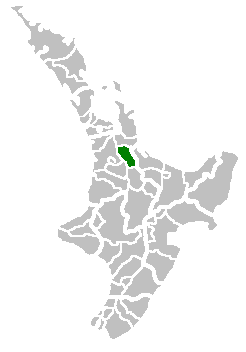
Localisation du district de Matamata-Piako sur une carte de l'île du Nord

Le district de Matamata-Piako est situé dans la région du Waikato, dans l'île du Nord de la Nouvelle-Zélande.
S'étendant sur 1 754,02 km2, il est situé à l'est de la ville de Hamilton et comprend la partie sud des plaines de Hauraki (en) ainsi qu'une grande partie de la vallée de la Thames (en). Il est bordé à l'est par les monts Kaimai (en) et les fleuves Piako et Waihou y coulent.
Les principales villes sont Matamata, Morrinsville et Te Aroha. Le conseil du district se tient à Matamata.
La principale industrie est l'industrie laitière.
Lors du recensement de 2006, on dénombra 30 483 habitants, dont 6 606 à Morrinsville, 6 309 à Matamata et 3 768 à Te Aroha.

## Crédit d'auteurs
- (en) Cet article est partiellement ou en totalité issu de l’article de Wikipédia en anglais intitulé « Matamata-Piako District » (voir la liste des auteurs).